# Mohale’s Hoek
Mohale’s Hoek – miasto w Lesotho; stolica dystryktu Mohale’s Hoek; ok. 25 tys. mieszkańców (2011). Przemysł spożywczy, odzieżowy.